# Seth Rollins
Colby Lopez, född 28 maj 1986  i Davenport i Iowa, är en amerikansk fribrottare som brottas i World Wrestling Entertainment under artistnamnet Seth Freakin' Rollins. Han är en före detta United States Champion, World Heavyweight Champion, WWE World Heavyweight Champion och Mr. Money in the Bank.  Han har innehaft titlar som WWE Tag Team Championship (med Roman Reigns och Dean Ambrose), och i NXT har han även haft NXT Championship.
Rollins var tidigare en av medlemmarna i tag-teamet The Shield, där han med Roman Reigns och Dean Ambrose nådde stora framgångar. Men i juni 2014 lämnade Seth Rollins The Shield, och skapade istället en stor rivalitet mellan sig och Reigns och Ambrose. Han blev då en stark "heel" (ond karaktär), medan Reigns och Ambrose blev "faces" (god karaktär).

## The Shield (2017)
Den 9 oktober 2017 återförenades Rollins, Reigns & Ambrose och The Shield blev ett igen.